# Elisabetta Pieragostini
Elisabetta Pieragostini (Monte Urano, 17 marzo 1979) è un'imprenditrice, scrittrice e saggista italiana.
Elisabetta Pieragostini (Monte Urano, 17 marzo 1979) è un’imprenditrice e scrittrice italiana. Laureata in Scienze della Comunicazione, è amministratrice delegata di DA.MI. Srl, azienda familiare specializzata nella produzione di fondi per calzature. È inoltre presidente della sezione Accessoristi di Confindustria Fermo.

## Biografia
Pieragostini ha assunto l’incarico di amministratrice delegata di DA.MI. Srl dopo un lungo percorso all’interno dell’azienda, orientandone la strategia verso l’innovazione, la sostenibilità e la responsabilità sociale.
Parallelamente all’attività di impresa, è relatrice in convegni e workshop su temi quali il divario di genere, la responsabilità sociale d’impresa e il benessere aziendale. Collabora attivamente con scuole, università e comunità imprenditoriali, promuovendo attività di sensibilizzazione sui temi dell’uguaglianza e dell’innovazione sociale.

## Pubblicazioni
Saggistica
- Non siamo mica uguali! Verso la parità di genere (Fall in Lov, 2024, 136 pp.).[7]
- Oltre il silenzio. (Ri)conoscere la violenza (Fall in Lov, 2025).[8]

Narrativa
- Ti prometto sogni belli. Favole della buonanotte e piccole attività per manine operose (Youcanprint, 2021).[9]
- Potevi dirmelo prima (Giraldi Editore, 2022).[10]
- Sottovoce sul cuore (Giraldi Editore, 2023).[11]
- Tutta la vita che posso. Se avessi fatto scelte differenti… (Giraldi Editore, 2024).[12]
- Nate due volte (Giraldi Editore, 2025).[13]

## Riconoscimenti
- Nel novembre 2024 ha ricevuto la menzione speciale Donne per il Made in Italy nell’ambito del premio Women Value Company, sezione speciale del Premio Marisa Bellisario in collaborazione con Intesa Sanpaolo.[14]
- Nel 2024 ha ricevuto il riconoscimento del Rotary Club di Venosa per il suo impegno nella promozione dell’uguaglianza di genere.[15]
- Nel 2025 è stata inserita da StartupItalia nella lista delle Unstoppable Women, la community che raccoglie ogni anno le professioniste italiane impegnate nell’innovazione e nella promozione della parità di genere.[16]